# Народски човек
Народски човек (енгл. A man of the people) је књига нигеријског књижевника Чинуа Ачебеа (енгл. Chinua Achebe), објављена 1966. године. На српском језику књига је први пут објављена 1983. године у издању Народне књиге из Београда, и преводу Милутина Рогића.

## О аутору
Чинуа Ачебе (1930-2013) био је нигеријски романопосац и песник. Школовао се у Нигерији, а дипломирао у Лондону. Књижевну каријеру је започео 1950. године, и написао је више од двадесет књига - романа, новела, есеја и збирки песама. Добитник је бројних књижевних награда, од којих се истиче награда Man Booker International 2007.

## О књизи
Роман Народски човек је објављен, пророчки, само неколико дана пре првог покушаја државног удара у Нигерији 1966. године, и представља суштински дело Ачебеовог стваралаштва.
Аутор у овом роману веома сугестивно слика друштвени и политички живот своје земље, Нигерије, па и читаве Африке. Са иронијом и жестоком сатиром осуђује моралне назоре одређених друштвених кругова који су се издигли после стицања независности Нигерије. Ачебе приказује и прелом које је доживело афричко друштво због огромних промена које су настале у традиционалном племенском начину живота и мишљења.

## Радња
Јунак романа је бивши школски учитељ М. А. Нанга човек из народа, министар за културу. Нанга је колико циничан, толико и шармантан, и опортуниста. Идеалистички млади учитељ Одили ће посетити свог бившег инструктора у министарству, и увиђа колико је огромна подела међу њима. Одилин идеализам се убрзо судара са његовим пожудама — а лична и политичка стремљења двојице мушкараца прете да уведу њихову земљу у хаос. Када Одили покрене опаку кампању против свог бившег ментора за исто место на изборима, њихово међусобно супростављање и мржња доводи земљу до револуције.